# Ilias Alhaft
Ilias Alhaft (Rotterdam, 23 febbraio 1997) è un calciatore olandese, attaccante del Bangkok Utd.

## Carriera

### Club
Cresciuto nelle giovanili dello Sparta Rotterdam, ha esordito il 29 aprile 2016 in un match perso 3-2 contro il Dordrecht.

## Statistiche

### Presenze e reti nei club
Statistiche aggiornate all'8 gennaio 2018.
| Stagione        | Squadra          | Campionato      | Campionato | Campionato | Coppe nazionali | Coppe nazionali | Coppe nazionali | Coppe continentali | Coppe continentali | Coppe continentali | Altre coppe | Altre coppe | Altre coppe | Totale | Totale | Totale |
| Stagione        | Squadra          | Comp            | Pres       | Reti       | Comp            | Pres            | Reti            | Comp               | Pres               | Reti               | Comp        | Pres        | Reti        | Pres   | Reti   |        |
| --------------- | ---------------- | --------------- | ---------- | ---------- | --------------- | --------------- | --------------- | ------------------ | ------------------ | ------------------ | ----------- | ----------- | ----------- | ------ | ------ | ------ |
| 2015-2016       | Sparta Rotterdam | EED             | 1          | 0          | CO              | 0               | 0               |                    | -                  | -                  |             | -           | -           | 1      | 0      |        |
| 2016-2017       | Sparta Rotterdam | ERE             | 4          | 0          | CO              | 0               | 0               |                    | -                  | -                  |             | -           | -           | 4      | 0      |        |
| 2017-2018       | Sparta Rotterdam | ERE             | 3          | 0          | CO              | 0               | 0               |                    | -                  | -                  |             | -           | -           | 3      | 0      |        |
| Totale Carriera | Totale Carriera  | Totale Carriera | 8          | 0          |                 | 0               | 0               |                    | -                  | -                  |             | -           | -           | 8      | 0      |        |

## Palmarès

### Club

#### Competizioni nazionali
- Eerste Divisie: 1

Sparta Rotterdam: 2015-2016